# Bibliothèque universitaire
Pour les articles homonymes, voir BU.

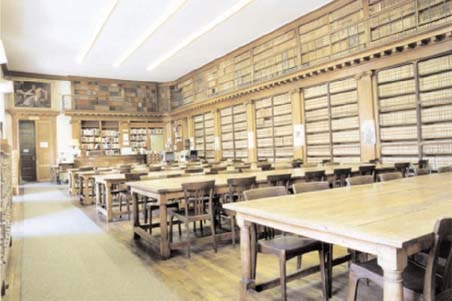
La salle de lecture de la B.U. Médecine de l'Université Montpellier 1, une des plus riches de France.

Une bibliothèque universitaire (BU) est une bibliothèque rattachée à une université. Les documents et les services présents dans la bibliothèque universitaire peuvent ainsi servir à la double mission des universités, qu'est l'enseignement et la recherche.

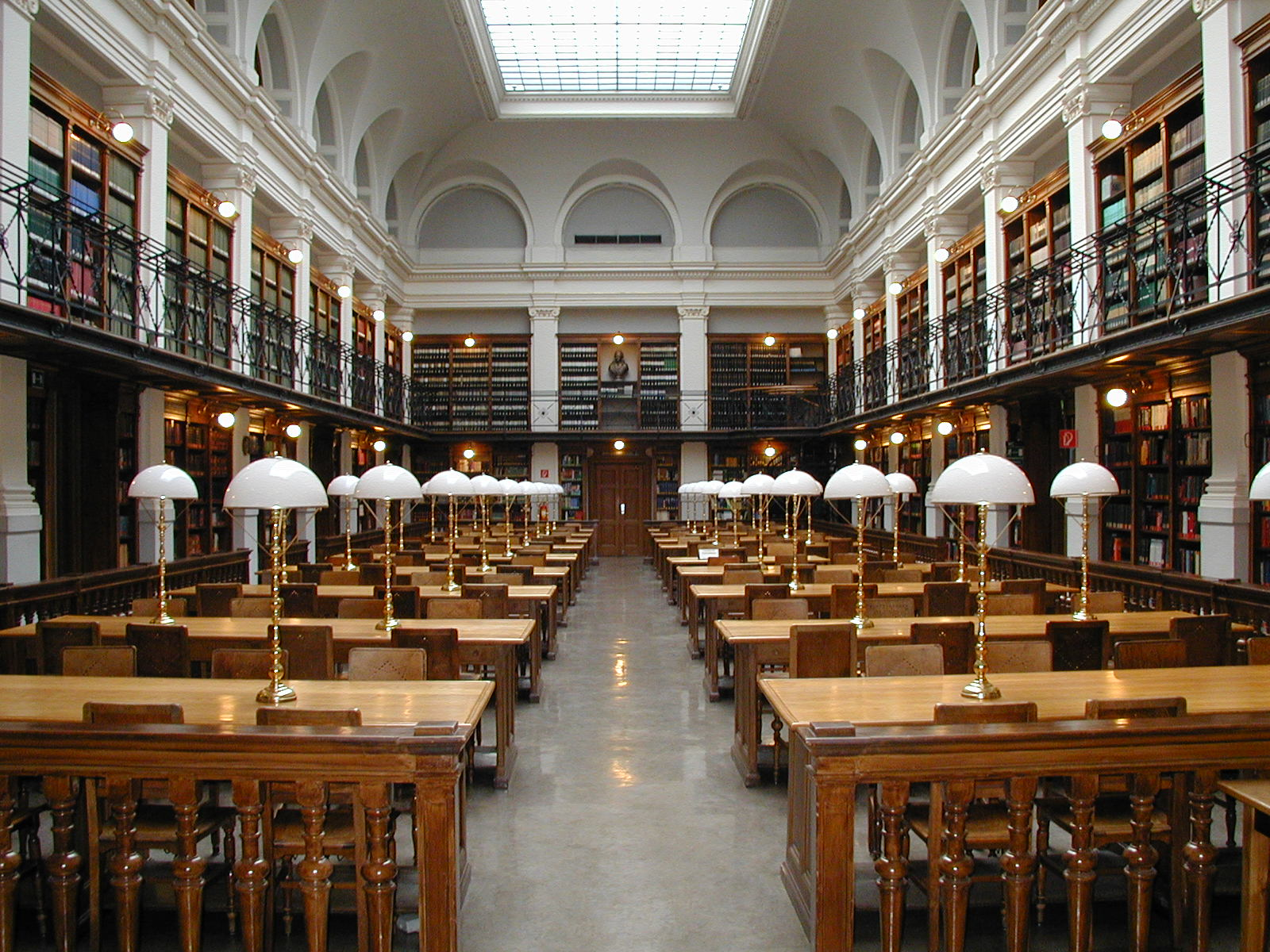
Salle de lecture de la Bibliothèque universitaire de Graz.

Toutefois, une université peut avoir, en plus d'une bibliothèque universitaire, d'autres bibliothèques rattachées à une faculté (UFR en France), un laboratoire, un centre de recherche ou un institut. D'autre part, une bibliothèque peut avoir une double fonction, nationale et universitaire, ou publique et universitaire (Bibliothèque cantonale et universitaire de Lausanne, Bibliothèque Sainte-Geneviève).
Une bibliothèque utilisée par plusieurs universités peut être qualifiée de bibliothèque interuniversitaire (BIU). Les bibliothèques peuvent aussi être organisées en bibliothèques et autres structures de documentation des établissements d'enseignement supérieur créées sous forme de services communs organisées notamment, en France, par les articles D714-28 et D714-29 du Code de l'Éducation,.
Le service interétablissement exerce tout ou partie des missions définies à l'article D. 714-29 du précédent code, en coordination avec les services communs de la documentation des établissements contractants s'ils existent, et en liaison avec les réseaux de coopération régionaux et nationaux. Les bibliothèques universitaires favorisent par l'action documentaire et l'adaptation des services toute initiative dans le domaine de la formation initiale et continue et de la recherche (alinéa 6 de l'article D714-29 du code de l'éducation). En conséquence des évolutions technologiques et de la nécessité de leur ministère, les bibliothèques universitaires favorisent l'accès aux MOOC.

## Histoire
L'histoire des bibliothèques universitaires est liée à celle des universités. L'apparition de celles-ci et leur développement, dès la fin du XIIe siècle et au XIIIe siècle, crée de nouveaux besoins autour du livre, notamment celui d'organiser des bibliothèques dont les documents étaient parfois achetées aux bibliothèques monastiques ou encore recopiés par des spécialistes rattachés à l'université. Autour des universités et de leurs bibliothèques, on voit se former une industrie et un commerce du livre marquée par la présence de copistes laïcs qui brisent le monopole du scriptorium monastique. Le livre étant à cette époque un objet auquel on attache du prix, de nombreuses précautions sont prises pour assurer la sécurité des collections des bibliothèques universitaires. Citons par exemple les pratiques consistant à sécuriser à l'aide de chaînes les documents sur les pupitres afin d'éviter le vol et à prêter des doubles destinés à être recopiés. Enchaîner les livres aux tables de travail a eu une influence majeure sur le plan et la disposition des bibliothèques universitaires et des bibliothèques en général jusqu'à nos jours. Cette pratique a entre autres favorisé le développement de vastes salles de lecture dont l'emplacement des fenêtres correspond à l'alignement des pupitres et des travées pour favoriser la lecture.
Les bibliothèques universitaires sont donc nées au Moyen Âge et les fonds de nombreux établissements ont pour origine les collections constituées dès cette époque. En France, c'est le cas de l'ancienne bibliothèque de la Sorbonne dont les fonds anciens sont répartis entre l'actuelle bibliothèque interuniversitaire de la Sorbonne et la Bibliothèque nationale de France. Au Maroc, la bibliothèque de l’Université Al Quaraouiyine, officiellement bâtie en 1350 et encore ouverte aujourd’hui, est dotée de collections sur la religion, la médecine, la philosophie et les autres savoirs datant de cette époque.
Après avoir commencé avec des manuscrits, les bibliothèques universitaires ont très vite adopté les ouvrages imprimés. C'est surtout au XIXe et au XXe siècles que se développe une édition plus proprement universitaire, aussi bien par les ouvrages de cours que par les documents de recherche et les thèses. C'est la raison pour laquelle il faut attendre cette époque pour que les bibliothèques universitaires acquièrent une documentation spécifique.
Au XIXe siècle, les bibliothèques universitaires allemandes se sont beaucoup développées, et la France a suivi avec un certain retard. En 1873 des crédits sont votés pour les bibliothèques universitaires. En 1879 est instauré un certificat d'aptitude aux fonctions de bibliothécaires dans les bibliothèques universitaires. La bibliothèque est ouverte aux professeurs et aux étudiants. C'est l'extension des études supérieures, surtout à partir des années 1950 qui a introduit de grands changements dans les bibliothèques universitaires. Toutefois, l'augmentation de la population étudiante a été prise en compte un peu tard, et la modernisation des bibliothèques a pris du retard, que les pouvoirs publics se sont ensuite efforcés de combler.

## Rôle du bibliothécaire universitaire
Aujourd'hui, par leur action dans les institutions universitaires, les bibliothécaires universitaires jouent un rôle important dans le monde de la recherche académique. Le travail qu’ils accomplissent prend plusieurs formes selon leur fonction dans la bibliothèque et requiert souvent une formation préalable dans les domaines d’études qu’ils desservent au sein de l’institution. Parmi les tâches que les bibliothécaires universitaires sont amenés à accomplir, on peut nommer les suivantes :
- la référence, primordiale en recherche et prenant généralement la forme d'entrevues de référence
- la formation, par exemple auprès des étudiants au sujet de la recherche d'information ou de la litératie informationnelle
- le développement de collections, notamment par la souscription à des bases de données et à des revues scientifiques
- la diffusion de la recherche, notamment par le dépôt institutionnel des thèses et mémoires des étudiants de second cycle. La diffusion peut s'effectuer grâce à la collaboration avec les presses universitaires ou encore si la bibliothèque se fait elle-même éditrice, par exemple grâce à sa propre plateforme de diffusion[10].

Dans les bibliothèques universitaires plus importantes, un bibliothécaire se verra souvent assigner une ou plusieurs tâches dans un champ d'études donné, faisant ainsi de lui un bibliothécaire disciplinaire expert, par exemple, en études littéraires, en médecine, en histoire ou en chimie. Le domaine d'expertise de ce professionnel lui permet de répondre à des questions de recherche d'étudiants, ou d'autres membres de la communauté universitaire. Il arrive aussi que les étudiants des cycles supérieurs consultent leur bibliothécaire disciplinaire afin d'obtenir de l'aide pour des recherches bibliographiques, par exemple pour une revue de littérature. Malgré cette spécialisation dans un domaine, le travail du bibliothécaire universitaire s'effectue dans un contexte interdisciplinaire, particulièrement en sciences humaines ou sociales, car si les usagers issus des sciences de la nature ont tendance à avoir un comportement de recherche très spécialisé, ceux issus des domaines appartenant aux sciences humaines font un très grand usage de la littérature des autres domaines. Dans ce contexte, les bibliothécaires universitaires peuvent prendre un rôle de médiation : il leur arrive souvent de faire le pont entre différents domaines selon les besoins de l'usager en ayant une vue d'ensemble de la recherche ou encore des collections et des bases de données disponibles à l'institution.
Une autre particularité de la profession de bibliothécaire universitaire, partagée dans une certaine mesure avec les bibliothécaires scolaires, est sa proximité avec l'enseignement. Le bibliothécaire universitaire se trouve parfois à l'avant scène de la transition pédagogique qui s'opère dans les universités passant d'un enseignement transmissif, par cours, à un enseignement plutôt centré sur l'apprentissage en programme d'études. Il maîtrise des compétences informationnelles qui sont de nature à améliorer la qualité de l'apprentissage, par exemple grâce à la formation à la recherche documentaire. Ainsi, le développement des collections peut se faire en collaboration directe avec un enseignant, selon les besoins du cours, tout comme une formation sur l'utilisation de la bibliothèque peut se donner en prévision d'un travail donné aux étudiants. Cette transition est aussi en grande partie le résultat des changements engendrés par l'arrivée et l'adoption massive des technologies de l'information, qui permettent un décloisonnement au sein des institutions universitaires. De plus en plus d'experts en bibliothéconomie académique, notamment aux États-Unis, désignent par l'expression bibliothécaire intégré (embedded librarian) le professionnel de l'information et de la recherche dont le rôle est d'entretenir le lien entre la classe, la bibliothèque et les environnements d'information numérique, au profit de la qualité de l'apprentissage et de la recherche en milieu universitaire.

## Dans le monde
Les bibliothèques universitaires sont, avec les universités, présentes dans le monde entier. L'activité traditionnelle de ces bibliothèques se poursuit : acquisitions d'ouvrages imprimés, abonnements, traitement intellectuel et matériel des collections, conservation, prêt et communication des documents. Toutefois, la documentation électronique prend un poids croissant dans l'activité du personnel et le budget des bibliothèques universitaires. Celles-ci assurent donc de plus en plus d'autres missions :
- activités culturelles : organisation de colloques, expositions…
- services d'aide aux usagers
- formation des usagers à la recherche documentaire
- développement de services en ligne et de bibliothèques virtuelles.

### Au Canada
Le potentiel des bibliothèques est exploité très tard au Canada. Les premières bibliothèques se forment autour de collections privées d'immigrants européens et de celles des communautés religieuses comme la Compagnie de Jésus avec la fondation du Collège des Jésuites de Québec en 1635. La première véritable bibliothèque universitaire canadienne est celle du King's College de Windsor, en Nouvelle-Écosse, fondée en 1789. Avec le développement vers l'Est au cours du XIXe siècle à la suite de la confédération canadienne, plusieurs bibliothèques universitaires sont construites en même temps que de nouvelles universités et de nouveaux collèges. Le développement des collections restait cependant peu important. Il faut attendre la fin de la Deuxième guerre mondiale et les années 1950 pour voir un certain regain d'intérêt pour le développement des bibliothèques universitaires. Le Canada vit alors une croissance économique rapide et atteint une certaine maturité culturelle. Il y a alors une forte demande dans les domaines de la recherche et de l'éducation et la nécessité de financement et d'investissement dans les bibliothèques universitaires canadiennes se fait sentir avec l'augmentation du nombre de programmes universitaires disponibles, d'universités et d'étudiants. Certaines provinces, la Colombie-Britannique étant le meilleur exemple, subventionnent le financement pour la création de nouvelles bibliothèques universitaires. D'autres subventions servant à l'enrichissement des collections proviennent aussi d'organismes comme le Conseil des arts du Canada ou encore le Conseil de recherches en sciences humaines au Canada.
Malgré un développement tardif, le Canada compte aujourd'hui d'importants réseaux de bibliothèques universitaires. Certaines bibliothèques ont pu d'ailleurs constituer d'importantes collections, notamment en termes de documents historiques, et ont su innover en matière de projets. On peut penser au Répertoire de vedettes-matière de l'Université Laval (RVM) ou encore la plateforme Érudit, projet dirigé par l'Université Laval, l'Université de Montréal (UdeM) et l'Université du Québec à Montréal (UQAM).
Quelques données concernant les plus importantes bibliothèques universitaires canadiennes :
- Bibliothèque de l'Université Laval : accès à 24 000 journaux et revues (dont 18 000 sont électroniques), 450 bases de données accessibles en ligne, 20 000 enregistrements audio, 216 000 diapositives, 1.3 million de microformes, 16 500 films/vidéo/DVD, 5000 atlas et 125 000 cartes.
- Bibliothèques de l'Université de Montréal : 18 bibliothèques et 1 bibliothèque associée, 4 millions de documents.
- Bibliothèques de l'Université McGill : 13 bibliothèques, 6 millions d'items dont 1 million de livres électroniques, 38 000 journaux électroniques.
- Bibliothèque de l'Université de l'Alberta : 3.2 millions de livres
- Bibliothèque de l'Université de la Colombie-Britannique : 20 branches et divisions, 5.5 millions de volumes, 260 000 e-books et 65 000 abonnements de revues.
- Bibliothèques de l'Université de Toronto : 30 bibliothèques, 10.5 millions de livres et de revues, 5,4 millions de microformes, 1.9 million d'items audiovisuels, 900 indexes, plus 350 000 livres électroniques et 3000 journaux électroniques.

### Aux États-Unis
Les universités américaines sont réputées pour leurs bibliothèques universitaires de qualité. Les plus importantes d'entre elles, datant en général de la période coloniale, ont accumulé d'importantes collections. Elles emploient plusieurs centaines de personnes et leurs fonds atteignent la taille de ceux de la Bibliothèque nationale de France : 15 millions de livres à Harvard (la deuxième du monde), 11,6 millions à l'université de Chicago, 10 millions à l'université de l'Illinois, 9,3 millions à Columbia, 7 millions à Cornell, 6 millions à Brown, etc. La bibliothèque principale est souvent ouverte 24h / 24 (à Columbia par exemple). Les bibliothèques universitaires les plus prestigieuses possèdent également des manuscrits anciens et des livres rares : Butler Library (Columbia), Université de Pennsylvanie, etc. En 2006, les États-Unis possédaient 3617 bibliothèques universitaires.

### En France
Sauf exception, chacune des universités françaises a au moins une bibliothèque universitaire. La réglementation prévoit dans chaque université la constitution d'un service commun de la documentation (SCD), qui regroupe les bibliothèques universitaires et peut associer d'autres bibliothèques, dépendant des composantes de l'université.
On compte en France 480 implantations de bibliothèques (soit 7 sites en moyenne par université).
Le SCD est placé sous l'autorité du président de l'université, il est dirigé par un directeur qui a généralement le grade de conservateur des bibliothèques et administré par un conseil documentaire dont le rôle est purement consultatif. Les décisions, notamment budgétaires, relèvent du conseil d'administration de l'université.
Le budget des bibliothèques universitaires (hors personnel) est essentiellement attribué par l'État, à hauteur de 85 % globalement, 10 % environ provenant des droits de bibliothèques acquittés par les étudiants et 5 % de recettes diverses. Depuis la loi relative aux libertés et responsabilités des universités, les universités bénéficiant de l'autonomie élargies (toutes en 2012) rémunèrent directement leur personnel sur leur budget, y compris le personnel de bibliothèque.

#### Coopération interuniversitaire

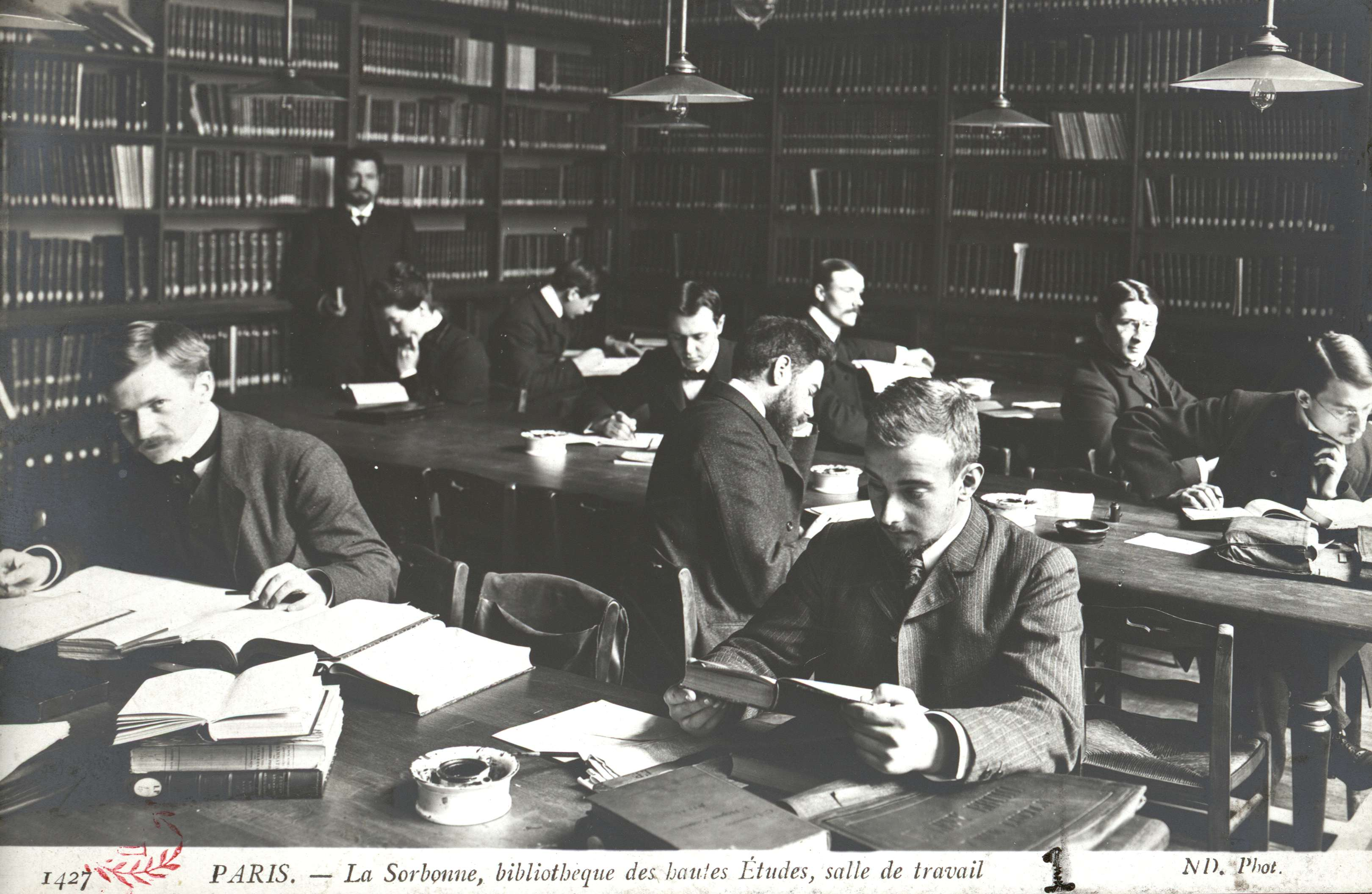
Bibliothèque des hautes études : salle de travail (actuelle salle Jankélévitch de la bibliothèque de la Sorbonne). ND Phot. Source : bibliothèque interuniversitaire de la Sorbonne ([https://nubis.univ-paris1.fr/ark:/15733/rrd NuBIS)

Plusieurs universités peuvent s'associer pour gérer leur documentation en commun, ou décider de mettre en commun certaines activités documentaires. Elles peuvent alors créer un Service interétablissement de coopération documentaire (SICD) mais aussi constituer un établissement public spécifique et autonome, ou encore un groupement d'intérêt public.
Un SICD peut aller jusqu'à se substituer aux SCD des universités.
Cette formule de coopération est en particulier mise en œuvre à Paris et dans la banlieue avec plusieurs bibliothèques interuniversitaires. Elle existe aussi dans certaines villes universitaires de province avec deux SICD à Grenoble, et un dans chacune des villes de Bordeaux, Montpellier, Toulouse et Lyon. À Strasbourg coexistent le SCD de l'Université et la Bibliothèque nationale et universitaire, établissement public à caractère administratif qui coopère avec l'Université de Strasbourg.

### En Amérique du Sud

#### Pérou
Les premières bibliothèques du Pérou ont été constituées au XVIe siècle sous la forme de collections privées, appartenant à des fonctionnaires de la couronne espagnole, des clercs et des cloîtres. La collection de Francisco de Avila (1573-1647), qui a commencé sa formation au Collège de la Compagnie de Jésus à Cuzco, est particulièrement remarquable. Il possédait l'une des plus grandes bibliothèques privées de l'Amérique latine coloniale, seulement comparable à la bibliothèque du Séminaire tridentin de Puebla, dans la vice-royauté de Nouvelle-Espagne. D'autres collections notables étaient celles du couvent de San Francisco à Lima qui comptait plus de sept mille volumes en 1798. Le Collège Séminaire de Huamanga, quant à lui, disposait d'environ mille huit cents livres. Cependant les collections les plus riches étaient celles des jésuites. Par exemple le Collège de San Pablo qui à lui seul comptait, si les chiffres du fonctionnaire de la couronne Domingo Orrantia sont avérés, jusqu’à 35 000 volumes. En outre il semblerait qu’au moment de l'expulsion de l’ordre jésuite, le noviciat de Lima possédait plus de 4 000 livres, le Collège d'Arequipa 3 724 et la maison de Trujillo environ 2 000.
Certaines de ces collections, dont celle de la plus ancienne université du Pérou, l'université de San Marcos, fondée en 1551, ont été par la suite négligées. Selon l'historien Pablo Macera, ses bibliothécaires n'étaient presque jamais payés et se délaissaient donc de leurs tâches. Manuel de Uria pouvait affirmer ainsi en 1781 que la position du bibliothécaire n'était que nominale. Les professeurs ne se souciaient guère d'une bibliothèque qu'ils n'utilisaient pas, au point que certains d'entre eux suggérèrent à la fin du XVIIIe siècle de la transférer provisoirement à l'Oratoire de San Felipe Neri. L'historien Luis Antonio Eguiguren, qui a publié plusieurs essais sur l'évolution intellectuelle incarnée par l'Université San Marcos de Lima rapporte qu’une commission a été nommée par le cloitre en 1780 afin d’évaluer la situation. Cependant elle n’a pas pu accéder à la bibliothèque à cause de l’énorme accumulation de poussière.
La situation d’une autre des plus anciennes bibliothèques péruviennes, celle de l'université San Antonio Abad à Cusco, n’était pas meilleure. Fondée en 1571 par l'évêque Don Antonio de la Raya, sous la dénomination de Collège Séminaire San Antonio Abad. Lorsqu'en 1816 le gouverneur ecclésiastique de Cusco Don Antonio Bustamante a visité le Collège San Antonio Abad, a trouvé que sa bibliothèque était presque en ruines. L'index des œuvres qui avaient été commandées au maître Cirpiano Norona n'avait même pas été commencé. Les pièces étaient malpropres et un toit qui fuyait et humidifiait les étagères complétaient le tableau. Depuis que l'historien Ruben Vargas a découvert des manuscrits de musique dans ses étagères en 1953 le séminaire San Antonio Abad del Cuzco a été reconnu comme l’un des plus importants dépôts musicaux d'Amérique du Sud. Elle conserve des œuvres musicales de maîtres locaux et de quelques compositeurs espagnols
La situation des principales bibliothèques universitaires du Pérou a empiré au XIXe siècle pendant la guerre du Pacifique. Les collections appartenant à la Bibliothèque Nationale, ainsi que celles de l'Université de San Marcos et de l'École d'ingénieurs, aujourd'hui l'Université d'ingénierie du Pérou, ont été emportés par les troupes chiliennes lors du sac de la ville de Lima[réf. à confirmer].

### En Afrique

#### Algérie
Au cours du XIXe siècle, l’Algérie ne comptait qu’un seul établissement d’enseignement supérieur, l’École de médecine. Fondée en 1832, l’École de médecine n’a été décrétée comme établissement d’enseignement supérieur qu’en 1857. Elle disposait d’une bibliothèque placée dans une petite salle. Les diplômés du lycée qui désiraient poursuivre leurs études dans tout autre domaine devaient aller jusqu’en France pour le faire. Les années 1870 ont vu la naissance de plusieurs débats et lois françaises sur l’enseignement supérieur en Algérie. Les revendications quant à la diversification des sujets d’étude et des diplômes accordés se sont heurtés à quelques objections, notamment face aux coûts d’aménagement de nouveaux bâtiments, ainsi qu’au refus d’accorder à l’enseignement supérieur en Algérie la même valeur que celui en France. Cependant, la décision a été prise de créer trois autres Écoles pour les domaines du droit, des sciences et des lettres. Certains espaces ont été aménagés comme bibliothèques des Écoles, mais ne contenaient à leurs débuts que très peu de livres. En 1880, l’ensemble des documents possédés par les quatre Facultés ont été regroupés pour former une bibliothèque commune, qui avait pour mission de « répondre d’une manière générale aux besoins de l’enseignement supérieur en Algérie ». Cependant, le local dans lequel elle a été placée ne convenait pas du tout à une bibliothèque. En effet, il était bien trop petit, et les rayons s’étaient vite remplis, forçant ainsi l’entreposage d’une partie des livres dans une cave. Il manquait également d’espaces de lecture pour les étudiants, qui préféraient donc se rendre à la Bibliothèque nationale. En 1884, la bibliothèque a été déplacée dans des salles plus larges.
La loi du 30 décembre 1909 a donné le titre de Faculté à ces quatre Écoles, et les a regroupées pour ainsi former l’Université d’Alger. Ce n’est qu’à ce moment là que la bibliothèque commune des Écoles a été officiellement qualifiée de bibliothèque universitaire, bien qu’elle existait déjà depuis une trentaine d’années. En effet, en 1886, le recteur de l’Institut littéraire et scientifique algérien la qualifiait déjà de « bibliothèque universitaire » dans son discours, au cours duquel il a mentionné qu’elle comportait déjà 14 000 volumes. En 1888, la bibliothèque est finalement placée au sein du bâtiment qui deviendra officiellement l’université d’Alger.
La bibliothèque universitaire avait été aménagée au milieu de l’université, et disposait d’une vaste salle de lecture au premier étage et de quatre salles au deuxième étage servant au stockage des publications académiques. La grande salle était disposée de manière à pouvoir accueillir une soixantaine de lecteurs, avec des rayons situés aux extrémités et contenant principalement des ouvrages de référence. Trois locaux étaient aussi installés au sein de la pièce pour servir de salle de travail pour les professeurs, d’entrepôt pour les atlas et cartes géographiques, et de bureau pour le bibliothécaire. Cependant, malgré l’augmentation de la population étudiante, qui est passée de 500 en 1900 à 2000 en 1930, aucun effort n’était fait pour agrandir la bibliothèque. D’ailleurs, plusieurs ont critiqué son emplacement au centre de l’université, car il étouffait la bibliothèque et empêchait son expansion. Des solutions ont finalement été proposées, notamment par la Faculté des lettres, qui a accepté de donner une partie de ses locaux à la bibliothèque. Plus tard, en 1951, le rectorat a déménagé, et l’ensemble de ses locaux ont été laissés à la bibliothèque.
Le 7 juin 1962, lors de la Guerre d’Algérie et à la veille de l’indépendance, l’Université d’Alger a subi une attaque de l’Organisation de l’armée secrète, et la bibliothèque a pris feu. Elle contenait alors près de 500 000 volumes. 200 000 d’entre eux ont brûlé. Un travail de reconstitution des collections a été entrepris quelques mois plus tard. Lors de cette période, la bibliothèque nationale a fait office de bibliothèque universitaire. En 2021, pour commémorer cet événement, la date du 7 juin a été déclarée la « Journée nationale du livre et de la bibliothèque » en Algérie.
Après l’indépendance, d’autres universités ont pu voir le jour, et le nombre de bibliothèques universitaires en Algérie s’est multiplié. En 1986, on y comptait entre autres la bibliothèque de l’université d’Oran, la bibliothèque de l’université de Constantine, la bibliothèque de l’université d’Annaba, la bibliothèque de l’U.S.T.O., et celle de l’U.S.T.A. À elles s’ajoutaient les bibliothèques plus spécialisées d’instituts et de départements.